# Sviby
Koordinaten: 58° 59′ N, 23° 18′ O
Sviby (deutsch Swibi) ist ein Dorf (estnisch küla) in der Landgemeinde Vormsi (Vormsi vald) im Kreis Lääne. Der Ort liegt im Südosten der viertgrößten estnischen Insel Vormsi (deutsch Worms, schwedisch Ormsö).

## Einwohnerschaft und Lage

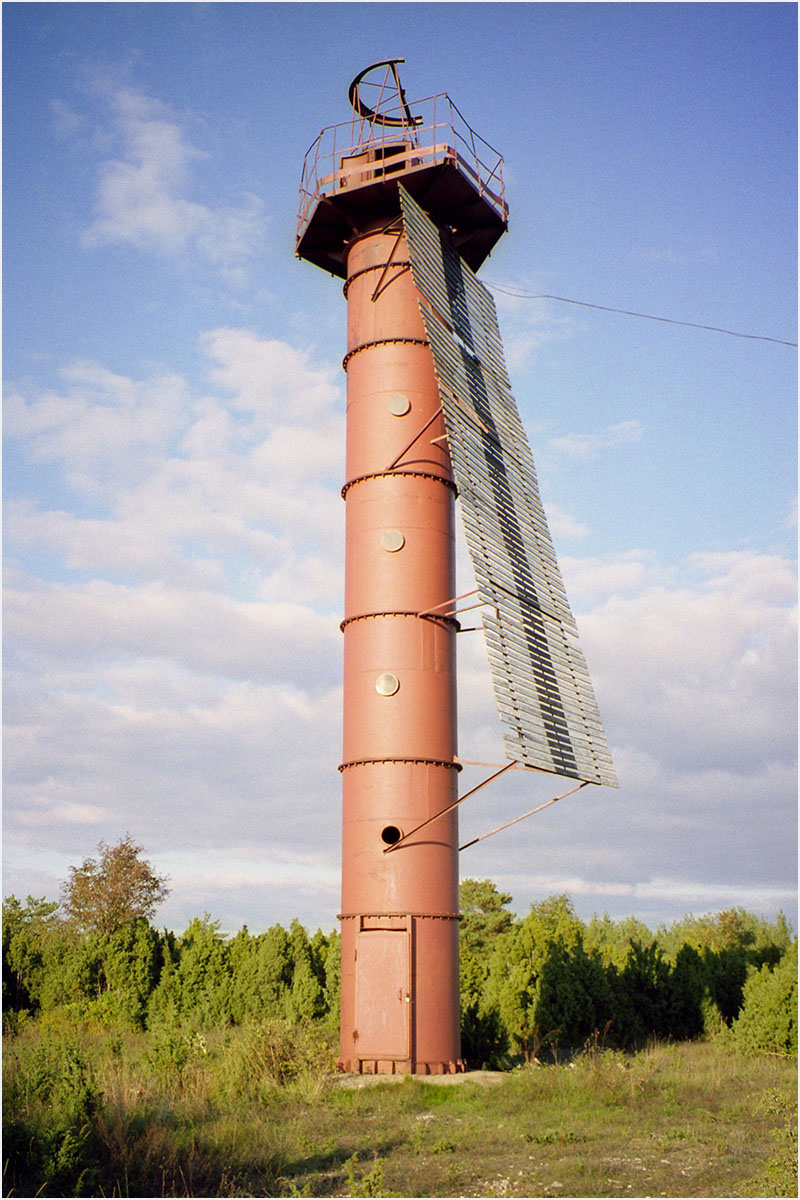
Bake bei Sviby

Sviby hat 22 Einwohner (Stand 31. Dezember 2011). Der Ort war bis zum Zweiten Weltkrieg wie alle Dörfer Vormsis mehrheitlich von Estlandschweden besiedelt. Im Ort erinnert ein Denkmal an die kriegsbedingte Umsiedlung der Bevölkerung nach Schweden.
Der Dorfkern liegt unweit der gleichnamigen Bucht (Sviby laht). Westlich erstreckt sich die langgestreckte Landzunge von Langholm mit ihrer Spitze, der Rumpo nina.

## Hafen
Südlich des Dorfkerns von Sviby liegt der Haupthafen der Insel Vormsi. Von dort führt eine regelmäßige Schiffsverbindung auf das estnische Festland zum Hafen Rohuküla.

## Geschichte
Der Ort wurde erstmals 1540 unter dem Namen Zwybu urkundlich erwähnt.
Ein großes Feuer vernichtete am 14. Juni 1932 weite Teile des Dorfes. 1932/33 wurde die 171 lange Mole errichtet, die den Schiffsanleger mit dem Land verbindet.

## Bauernmuseum Sviby
Das Bauernmuseum von Sviby (Sviby talumuuseum) auf dem Hof Pearsgården gibt einen Einblick in die Lebensweise der örtlichen Dorfbevölkerung und der Geschichte der Estlandschweden von Vormsi. In dem reetgedeckten Haupthaus finden regelmäßig Fotoausstellungen statt.